# 日本現代音楽協会
特定非営利活動法人日本現代音楽協会（にほんげんだいおんがくきょうかい、Japan Society for Contemporary Music）は、日本の音楽団体。略称「JSCM」。国際現代音楽協会（ISCM）に加盟している。会員は、作品発表の実績をもつ作曲家のみで、入会時には、作曲家としての実績を重視した厳しい審査がある。ISCMの国際審査会でほとんど毎年のように会員の作曲した作品が入選、世界各国の音楽祭で演奏されている。

## 概要
正会員と準会員から構成されている。また、名誉会員と会友制度がある。会友には、朝日新聞社、NHK交響楽団、国立音楽大学、日本音楽著作権協会などが名を連ねている。
役職には、会長・副会長・事務局長の三役、理事、ISCM専任理事、会計監査役、会計担当理事。専門部として、国際部、事業部、演奏部、広報部などがおかれている。
歴代の役員を池内友次郎、高田三郎、別宮貞雄、安部幸明、芥川也寸志、間宮芳生、松平頼則、清瀬保二、平尾貴四男、廣瀬量平、佐藤敏直、湯浅譲二、入野義朗、三木稔、林光、松村禎三、坪能克裕、松尾祐孝、夏田昌和、佐藤昌弘、福士則夫、小鍛冶邦隆、松平頼曉、三善晃らが務めてきた。現在においては、山内雅弘、三枝成彰、安良岡章夫、糀場富美子らが理事を務めている。

## 沿革
前身は、1930年4月28日創立の新興作曲家連盟。当時の発起人は、小松平五郎、箕作秋吉。実行委員には、伊藤昇、池譲、石井五郎、橋本國彦、笈田光吉、山本直忠、松平頼則、小松清、近藤柏次郎、斎藤秀雄、清瀬保二、菅原明朗、鈴木二三雄、塩入亀輔。1935年、「日本現代作曲家連盟」と名称を変更し、国際現代音楽協会に加入するも、1940年、除名される。
1946年、「日本現代音楽協会」として再発足。創立委員は、池内友次郎、大木正夫、清瀬保二、小松清、平尾貴四男、宅孝二、山根銀二。委員長は箕作秋吉。同年5月、第1回演奏会開催。同年、日本民主主義文化連盟（1946年2月21日創立）に参加。同年8月30日、民主主義文化連盟後援で、第1回働く人々の音楽祭（共立講堂）を主催。
1949年、国際現代音楽協会に再加盟。
1962年、「現代の音楽展」発足。
1967年、文化庁の助成を受け「オーケストラ作品の上演」がスタート。
1983年、「現音作曲新人賞」創設。
2019年、特定非営利活動法人となる。

## 事業
- 現音・秋の音楽展
会員の作品発表の場であり、「現音作曲新人賞」の候補作品を演奏し、受賞者を決定する。
- オーケストラ作品の夕べ
文化庁の支援を受けた日本人オーケストラ作品による演奏会。
- ISCM“世界音楽の日々”の夕べ
国際現代音楽協会（ISCM）音楽祭（World Music Days）で入選した内外の作品を上演。